# Condado de Montgomery (Arkansas)
El condado de Montgomery (en inglés: Montgomery County), fundado en 1842, es un condado del estado estadounidense de Arkansas. En el año 2000 tenía una población de 9245 habitantes con una densidad poblacional de 4.57 personas por km². La sede del condado es Mount Ida.

## Geografía
Según la Oficina del Censo, el condado tiene un área total de 2072 km² (800 mi²), de la cual 2023 km² (781,1 mi²) es tierra y 49 km² (18,9 mi²) es agua.

### Condados adyacentes
- Condado de Yell (norte)
- Condado de Garland (este)
- Condado de Hot Spring y Condado de Clark (sureste)
- Condado de Pike (sur)
- Condado de Polk (oeste)
- Condado de Scott (noroeste)

### Ciudades y pueblos
- Black Springs
- Caddo Gap
- Mount Ida
- Norman
- Oden

## Principales carreteras
- U.S. Highway 70
- U.S. Highway 270
- Carretera 8
- Carretera 27
- Carretera 88